# Mateusz (patriarcha Aleksandrii)
Mateusz (ur. ok. 1700, zm. 1775) – prawosławny patriarcha Aleksandrii w latach 1746–1766.

## Życiorys
Urodził się na Andros. Był mnichem w monasterze Koutloumousiou na Górze Athos, a następnie biskupem Libii i przełożonym klasztoru w Zlatari na Wołoszczyźnie.
W dniu 18 sierpnia 1746 został wybrany patriarchą Aleksandrii. Zrzekł się  urzędu 9 czerwca 1766. Powrócił do klasztoru, w którym pozostał do końca życia. Zmarł w 1775.